# English Dogs
English Dogs est un groupe britannique de punk rock et hardcore punk fondé à Grantham, Angleterre au début des années 1980, en 1981,,,,. Deux versions du groupe existent : la version punk et crossover thrash, avec le batteur fondateur Andrew "Pinch" Pinching et d'autres membres arrivés ensuite : Graham "Gizz" Butt et Adie Bailey ; et d'autre part une version punk avec le chanteur originel Pete "Wakey" Wakefield.

## Discographie

### Albums
- 1984 : Invasion of the Porky Men (Captain Oi! Records)
- 1985 : Forward Into Battle
- 1986 : Where Legend Began (Powerage)
- 1994 : Bow to None (Century Media)
- 1998 : All the World's a Rage (Pavement Music)
- 2000 : Invasion of the Porky Dogs
- 2001 : I've Got a Run (Retch)
- 2014 : The Thing With Two Heads (Candlelight / Candlelight Records)